# Onthophagus bicavicollis
Onthophagus bicavicollis là một loài bọ cánh cứng trong họ Bọ hung (Scarabaeidae).